# Isidor Hermengild Hintringer
Isidor Hermengild Hintringer OFMCap (* 5. Mai 1905 in Losenstein; † 15. März 1990 in Hoch-Rum) war ein österreichischer Missionskapuziner und bis 1983 der letzte römisch-katholische Apostolische Präfekt von Jiamusi (Volksrepublik China).

## Leben
Hintringer trat 1920 in den Kapuzinerorden der Nordtiroler Kapuzinerprovinz ein. Er studierte Katholische Theologie an der Päpstlichen Universität Gregoriana in Rom und schloss sein Studium mit dem theologischen Doktorgrad ab. Am 29. Juli 1928 wurde er zum Priester ordiniert. Von 1929 bis 1934 war er Lektor für Dogmatik an der Philosophisch-theologischen Hauslehranstalt der Kapuziner in Innsbruck. 1934 wurde er zur Mission nach Kiamusze in die Mandschurei entsandt. Am 18. April 1940 wurde er zum Apostolischen Präfekt von Jiamusi ernannt. Die Kommunistische Partei Chinas vertrieb ihn 1946 aus der Mission und konfinierte ihn in Harbin. Aufgrund des Berufsverbots half er in der Apotheke des örtlichen katholischen Krankenhauses aus. Während dieser Zeit wirkte er aber heimlich als Seelsorger weiter. Im Spätherbst 1953 wurde er durch ein Volksgericht verurteilt und aus China ausgewiesen; allerdings blieb er der Mandschurei-Mission bis an sein Lebensende eng verbunden. Er kehrte an die Hauslehranstalt nach Innsbruck zurück und unterrichtete von 1954 bis 1960 Moraltheologie. Von 1960 bis 1963 missionierte er in der Diözese Ambanja auf Madagaskar. Ab 1963 war er Teilnehmer am Zweiten Vatikanischen Konzil. Nach dem Ende des Studienklosters wirkte er ab 1968 als Krankenhausseelsorger in Innsbruck. Er lebte im Kapuzinerkloster Innsbruck, dessen Vikar (= Stellvertreter des Hausoberen) er auch war. Von seinem Amt als Apostolischer Präfekt wurde er 1983 emeritiert. Er starb 1990 im Alter von 84 Jahren im Sanatorium der Kreuzschwestern in Hoch-Rum.

## Eigene Schriften
- Hermenegild Hintringer: Erinnerungen an P. Adalar als Missionär, in: Bote der Tiroler Kapuziner, 1974, S. 131–145.
- Hermenegild Hintringer: Gräber am Sungari: Ein Beitrag zur Geschichte der Kapuzinermission von Kiamusze, Serafisches Liebeswerk, Fügen 1958.
- Hermenegild Hintringer: Der oberösterreichische Chinamissionar und Martyrer P. Theophil Ruderstaller (+ 1946), in: Neues Archiv für die Geschichte der Diözese Linz, 1. Jahrgang, Heft 2, Linz 1981/82, S. 62–75 (ooegeschichte.at [PDF]).